# Явірник-Передмістя
Явірник-Передмістя (пол. Jawornik-Przedmieście) — село в Польщі, у гміні Яворник-Польський Переворського повіту Підкарпатського воєводства.
Населення — 651 особа (2011).

## Історія
Село знаходиться на західному Надсянні, яке внаслідок примусового закриття церков у 1593 р. зазнало латинізації та полонізації.
Відповідно до «Географічного словника Королівства Польського» в 1882 р. село знаходилось у Ланьцутському повіті Королівства Галичини та Володимирії, проживали 708 римо-католиків і 3 греко-католики.
У 1919-1939 рр. село належало до Ряшівського повіту Львівського воєводства Польщі, у 1934-1939 рр. входило до ґміни Гижне.
У 1975-1998 роках село належало до Перемишльського воєводства.

## Демографія
Демографічна структура станом на 31 березня 2011 року:
|          | Загалом | Допрацездатний вік | Працездатний вік | Постпрацездатний вік |
| -------- | ------- | ------------------ | ---------------- | -------------------- |
| Чоловіки | 306     | 52                 | 204              | 50                   |
| Жінки    | 345     | 68                 | 182              | 95                   |
| Разом    | 651     | 120                | 386              | 145                  |